# Iringa
Pour la région, voir Iringa (région).

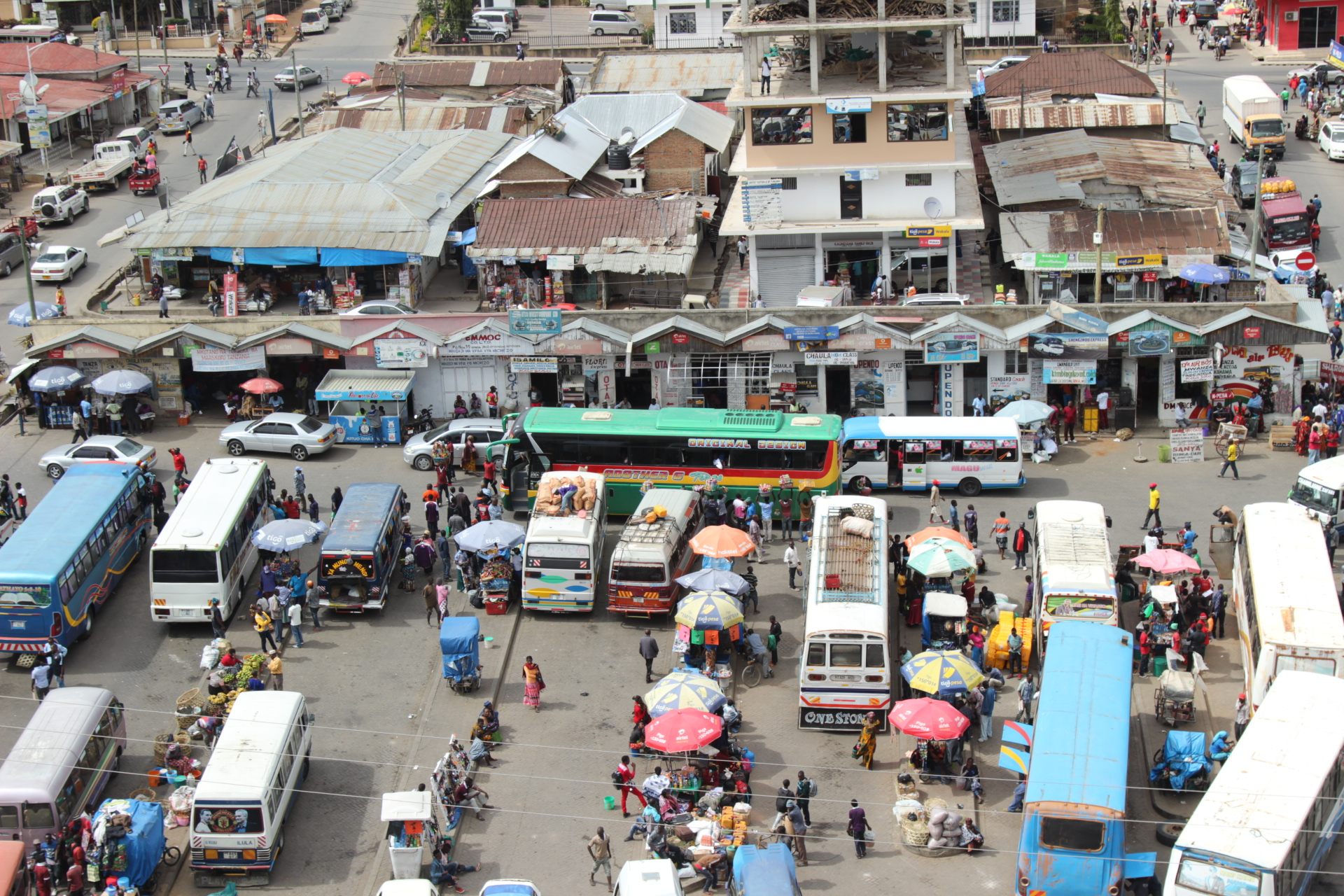
Gare routière

Iringa est une ville de Tanzanie et la capitale administrative de la région d'Iringa. En 2004, sa population a été évaluée à 112 900 habitants.

## Géographie
La cité est approvisionnée en électricité grâce à la présence voisine du grand barrage de Mtera. Elle est devenue un petit centre industriel, notamment dans l'agroalimentaire. Elle joue également le rôle de plate-forme pour les transports régionaux.
La ville se situe au cœur de la zone d'habitation du peuple Hehe. Le nom de la ville est dérivé du mot Hehe lilinga signifiant « place forte ». La première fonction de la ville, fondée par les colonisateurs allemands dans les années 1890, était d'ailleurs d'installer un avant poste militaire dans cette région reculée pour mater un important soulèvement des Hehe, emmenés par le Chef Mkwawa.
La ville est située dans une région éloignée des grandes villes, sur les hautes terres du centre du pays. À 1 550 m d'altitude, elle connaît un climat généralement frais, avec parfois des températures nocturnes proches de 0 °C en hiver (juin-août). C'est une des villes les plus élevées du pays.
Ce climat plus frais coïncide avec une plus faible prévalence de certaines maladies tropicales, notamment le paludisme qui infeste les plaines.
Iringa est un arrêt classique sur la grande route reliant Dar es Salaam (502 km) à Mbeya, La Tanzam Highway. Le site de l'Âge de la pierre d'Isimila, à proximité immédiate de la ville (20 km), est réputé pour ses nombreux vestiges archéologiques datant parfois de 70 000 ans. Iringa est également une excellente base pour visiter le Parc national de Ruaha, dont l'entrée est à 100 km à l'ouest.

## Religion
La cathédrale du Sacré-Cœur, construite par les missionnaires italiens de la Consolata de Turin, est le siège du diocèse d'Iringa.

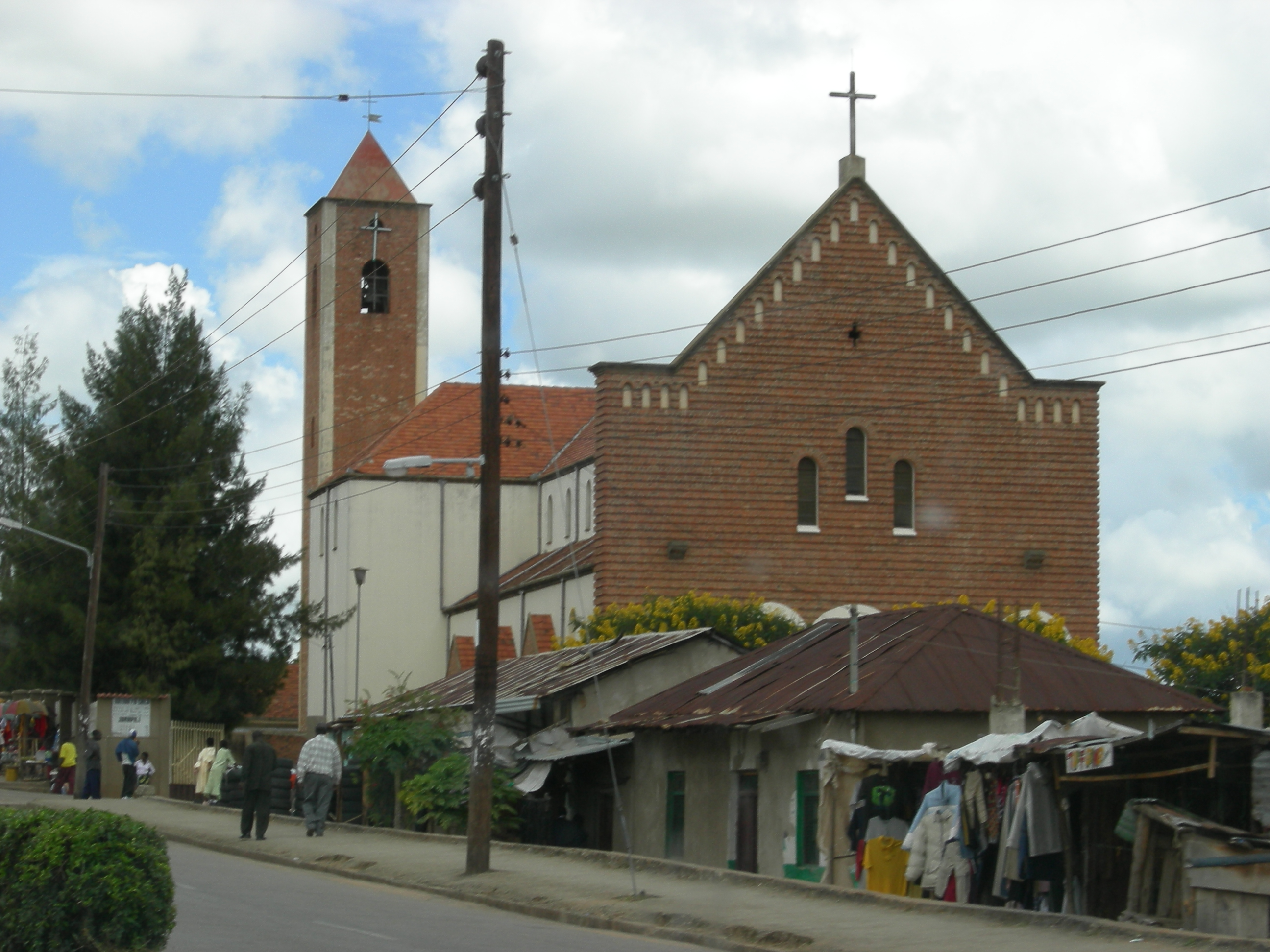
La cathédrale du Sacré-Cœur d'Iringa en 2007.